# ديبورا إيفيلين
ديبورا إيفيلين (بالبرتغالية: Deborah Evelyn‏) هي ممثلة برازيلية، ولدت في 12 مارس 1966 بريو دي جانيرو في البرازيل.

## وصلات خارجية
- ديبورا إيفيلين على موقع IMDb (الإنجليزية)
- ديبورا إيفيلين على موقع أول موفي (الإنجليزية)
- ديبورا إيفيلين على موقع قاعدة بيانات الفيلم (الإنجليزية)
- ديبورا إيفيلين على موقع كينوبويسك (الروسية)